# Spodnje Pijavško
Spodnje Pijavško je naselje v Občini Krško.